# D.P.
D.P. ist eine südkoreanische Fernsehserie, basierend auf dem Webtoon D.P.: Dog Days von Kim Bo-tong. Thematisch befasst sich die Serie mit der Wehrpflicht in Südkorea sowie mit Mobbing innerhalb des Militärs. Die erste Staffel der Serie wurde am 27. August 2021 auf Netflix veröffentlicht. Staffel 2 wurde am 28. Juli 2023 zum Streamingdienst hinzugefügt.

## Handlung
In Südkorea müssen alle Männer im Alter von 18 bis 28 Jahren ihren Wehrdienst für mindestens 18 Monate ableisten. In der Serie tritt der junge An Jun-ho gerade seinen Militärdienst an und wird kurz darauf in die Einheit D.P. (Deserter Pursuit ‚Deserteure-Verfolgung‘) der Militärpolizei berufen.
Der ruhige An Jun-ho hat sich noch nicht so wirklich an sein neues Leben beim Militär gewöhnt. Doch Sergeant Park Beom-gu erkennt seine Hartnäckigkeit sowie Beobachtungsgabe und bietet ihm an, der Sondereinheit D.P. der südkoreanischen Militärpolizei beizutreten. Die Sondereinheit D.P. ist damit beauftragt, fahnenflüchtige Deserteure einzufangen und zurückzuführen. Dabei agieren diese in Zivil und sind selbst für die meisten Militärangehörigen nicht identifizierbar. An Jun-ho tritt der Einheit bei und ist fortan im Team von Sergeant Park Beom-gu und Corporal Han Ho-yeol.
Sergeant Park Beom-gu ist der verantwortliche Offizier für die Einheit. Er unterstützt das Team bestmöglich, obwohl er unter hohem Stress steht, und blickt dabei auf eine lange Karriere zurück. Der Teamleiter Corporal Han Ho-yeol ist ein zuverlässiger Soldat, der An Jun-ho an die Hand nimmt, aber auch von ihm ein wenig irritiert ist. Han Ho-yeol scheint keine höheren Ziele im Leben zu haben, doch wenn es hart auf hart kommt, kann man sich auf ihn verlassen. Berichten muss das Team an First Lieutenant Im Ji-seop, einem leitenden Angestellten bei der Militärpolizei, der seinen Abschluss an der Korea Military Academy gemacht hat. Für ihn zählt nur seine Karriere beim Militär und damit verbundene Erfolge. Er sieht das Team als Ärgernis an.
Private An Jun-ho und Corporal Han Ho-yeol beginnen damit den Deserteuren quer durchs ganze Land hinterherzujagen und diese im Anschluss zurückzuführen. Dabei stoßen sie auch auf die Geschichten hinter den Deserteuren und ihre Motive. Und so stellt sich mit der Zeit die Frage, worin eigentlich ihre Motivation besteht, die Deserteure mit allen Mitteln zu bekommen.

## Besetzung und Synchronisation
Die deutschsprachige Synchronisation entsteht nach den Dialogbüchern von Philip Rohrbeck sowie unter der Dialogregie von David Turba durch die Synchronfirma FFS Film- & Fernseh-Synchron in Berlin.
| Rolle                       | Schauspieler  | Synchronsprecher  |
| --------------------------- | ------------- | ----------------- |
| Private An Jun-ho           | Jung Hae-in   | Amadeus Strobl    |
| Corporal Han Ho-yeol        | Koo Kyo-hwan  | Sebastian Fitzner |
| Sergeant Park Beom-gu       | Kim Sung-kyun | Tobias Nath       |
| First Lieutenant Im Ji-seop | Son Seok-koo  | Roman Wolko       |

## Episodenliste

### Staffel 1
| Nr. (ges.)                                                                           | Nr. (St.) | Deutscher Titel        | Originaltitel                    | Regie       | Drehbuch                  |
| ------------------------------------------------------------------------------------ | --------- | ---------------------- | -------------------------------- | ----------- | ------------------------- |
| 1                                                                                    | 1         | Ein Mann mit Blumen    | 꽃을 든 남자 Kkocheul Deun Namja | Han Jun-hee | Kim Bo-tong & Han Jun-hee |
| 2                                                                                    | 2         | Tagtraum               | 일장춘몽 Iljangchunmong          | Han Jun-hee | Kim Bo-tong & Han Jun-hee |
| 3                                                                                    | 3         | Diese Frau             | 그 여자 Geu Yeoja                | Han Jun-hee | Kim Bo-tong & Han Jun-hee |
| 4                                                                                    | 4         | Das Monty-Hall-Dilemma | 몬티홀 문제 Monty Hall Munje     | Han Jun-hee | Kim Bo-tong & Han Jun-hee |
| 5                                                                                    | 5         | Kriegshund             | 군견 Gungyeon                    | Han Jun-hee | Kim Bo-tong & Han Jun-hee |
| 6                                                                                    | 6         | Zuschauer              | 방관자들 Banggwanjadeul          | Han Jun-hee | Kim Bo-tong & Han Jun-hee |
| Am 27. August 2021 wurden alle Folgen der ersten Staffel bei Netflix veröffentlicht. |           |                        |                                  |             |                           |

### Staffel 2
| Nr. (ges.)                                                                          | Nr. (St.) | Deutscher Titel | Originaltitel | Regie       | Drehbuch                  |
| ----------------------------------------------------------------------------------- | --------- | --------------- | ------------- | ----------- | ------------------------- |
| 7                                                                                   | 1         | Die Regenfälle  | 장마          | Han Jun-hee | Kim Bo-tong & Han Jun-hee |
| 8                                                                                   | 2         | Dreckiges Spiel | 더티플레이    | Han Jun-hee | Kim Bo-tong & Han Jun-hee |
| 9                                                                                   | 3         | Vorhang auf     | 커튼콜        | Han Jun-hee | Kim Bo-tong & Han Jun-hee |
| 10                                                                                  | 4         | Verkohlte Reste | 불고기괴담    | Han Jun-hee | Kim Bo-tong & Han Jun-hee |
| 11                                                                                  | 5         | An Jun-ho       | 안준호        | Han Jun-hee | Kim Bo-tong & Han Jun-hee |
| 12                                                                                  | 6         | Der Tag         | 내일          | Han Jun-hee | Kim Bo-tong & Han Jun-hee |
| Am 28. Juli 2023 wurden alle Folgen der zweiten Staffel bei Netflix veröffentlicht. |           |                 |               |             |                           |

## Rezension
D.P. erhielt positive Kritiken. Anthony Kao von Cinema Escapist nannte D.P. eine sozialbewusste Netflix-Serie mit einem rauen und realistischen Blick auf das südkoreanische Militär. Die Serie fokussiere sich auf Mobbing und Missbrauch innerhalb des Militärs und halte sich bei der Darstellung dessen nicht zurück. D.P. basiert auf wahren Vorfällen, die für große Empörung in den südkoreanischen Medien und der Bevölkerung sorgten. Kao verweist auf einem Vorfall aus dem Jahr 2014, als ein 20-jähriger Wehrdienstleistender starb, nachdem er von seinen Kameraden zusammengeschlagen wurde, und gezwungen wurde, Gefrorenes zu essen. Im Militär herrschten starre Hierarchien und der Status der Soldaten bemisst sich nach Seniorität. Die neuen Soldaten müssten den älteren Folge leisten, unabhängig von Können und Alter. Diese Dynamik würde nach Kao physischen und psychologischen Missbrauch fördern. Diese führe auch dazu, dass Soldaten desertieren. Kao schrieb, dass nur wenige Mainstream-Werke die Militärkultur in einem solch negativen Kontext darstellten und Missbrauch im Militär behandelten. Ein Film, der das tat, sei The Unforgiven (Regie: Yoon Jong-bin, 2005). Ansonsten werde das Militär an sich ansonsten positiv dargestellt. D.P. sei neben Extracurricular und Move to Heaven eine weitere südkoreanische Netflix-Serie, die mit klassischen K-Drama-Tropes bricht.